# Nilin
Nilin (arab. ‏نعلين‎, Niʿlīn) – miasto w Palestynie, w muhafazie Ramallah i Al-Bira. Według danych szacunkowych Palestyńskiego Centralnego Biura Statystycznego w 2016 roku miejscowość liczyła 5852 mieszkańców.
Mieszkańcy Nilin i działacze międzynarodowi często organizują demonstracje przeciwko ekspansji bariery izraelskiego Zachodniego Brzegu.